# 真豹魴鮄屬
真豹魴鮄屬，为輻鰭魚綱鮋形目飛角魚亞目飛角魚科的一属鱼类。

## 下属物种
- 翱翔真豹魴鮄(Dactylopterus volitans)：又稱翱翔真飛角魚。